# 이신혜
이신혜(李信恵, 일본어: 林田リンダ 하야시다 린다[*], 1971년 8월 18일~)는 대한민국의 작가이다.
재일 한국인이며, 인터넷 뉴스 사이트나 일간물에서 집필 활동을 이어가고 있다. 일본 국내에서의 차별 문제와 위안부 문제, 교육 문제 등에 관한 분야의 주로 다룬다. 2014년 12월에는 하야요리 언론인상을 수상했다.